# Treštenica Donja
Treštenica Donja ist eine Ortschaft in der Gemeinde Banovići, Föderation Bosnien und Herzegowina, Bosnien und Herzegowina.

## Bevölkerung
Zur Volkszählung 1991 hatte Treštenica Donja 905 Einwohner. Davon bezeichneten sich 885 als Bosniaken (97,8 %).